# Beleg van Roermond (1637)
De Beleg van Roermond in 1637 was een belegering van de stad Roermond van 29 augustus tot 3 september door de Ferdinand van Oostenrijk, de kardinaal-infant.

## Aanloop
In augustus deed de kardinaal infant als gouverneur van de Spaanse Nederlanden een inval in het Overkwartier. Op 25 augustus nam hij Venlo in. Hij liet daarna zijn ruiters doortrekken naar Roermond. Twee dagen later volgde hij zelf met de rest van het leger. Roermond was bezet met elf vendels voetvolk en twee vendels ruiters. Deze stonden onder het bevel van kolonel Carpantier. Samen was dat ongeveer elfhonderd man.

## Beleg
Op 29 augustus begon de beschieting van de stad. Er werd tot aan de volgende dag onafgebroken geschoten. Omdat zij zich dapper hadden verdedigd kregen zij dezelfde gunstige voorwaarden als Venlo. Nadat Roermond zich vijf dagen heftig verdedigde tegen de gedurende vijf dagen lang beschieten door vier batterijen, met zestien stukken ging zij over naar "conyngs seyde" omdat Roermond dit niet langer kon volhouden. Ondanks dapper verweer van de Staatse soldaten lukte het ze niet om de buitenwerken bezet te houden. Het garnizoen had de burgers bevolen mee te helpen de stad te verdedigen, maar dat weigerden dat "Niet willende tegen hun natuurlijke Heer en Prins te vechten." Majoor Carpentier werd door deze omstandigheden gedwongen de stad over te geven aan de kardinaal. De Staatsen hadden in die korte tijd maar liefst zevenhonderd ton kruit verschoten. Het garnizoen vertrok de volgende dag naar Grave.

## Nasleep
De stad was rijk voorzien van een grote hoeveelheid proviand en munitie van goede kwaliteit, die het Staatse garnizoen moest achterlaten in de stad. Op 4 september trokken de burgers van Roermond met "vliegende vaandels" de stad uit om "zijne koninklijke hoogheid" binnen te halen. Burgemeester Frans Pollart en de andere heren van de magistraat boden hem de sleutel van de stad aan, welke ze meteen weer terugkregen. Daarna werden alle Staatsgezinde leden van de magistraat weer afgezet, en weer vervangen door de koningsgezinde leden.
Beleg van Roermond in: 1543 · 1572 (Inname) · 1577-78 · 1632 · 1637 · 1702 · 1757 · 1792